# 上阳洼墓地
上阳洼墓地，位于中国青海省海东市乐都区峰堆乡上阳洼村，为青海省市县级文物保护单位，公布日期为1983年5月23日，类型为古墓葬。
上阳洼墓地的历史年代为马厂类型。